# Quadro Nuevo
Quadro Nuevo es un cuarteto acústico alemán de música global y jazz. El grupo fue fundado en 1996 y sus integrantes son Robert Wolf, Mulo Francel, D.D. Lowka y Andreas Hinterseher (antes Heinz-Ludger Jeromine). 
Dentro de la década pasada el cuarteto ha presentado alrededor de 1500 conciertos por todo el mundo y es, con sus numerosos premios y posiciones en las listas alemanas de éxitos, uno de los grupos más exitosos en el ámbito del jazz. Su estilo es una composición de (cita de Quadro Nuevo) "Tango, Valse Musette, Flamenco,y de amables y desempolvadas bandas sonoras de una Italia casi olvidada”. 

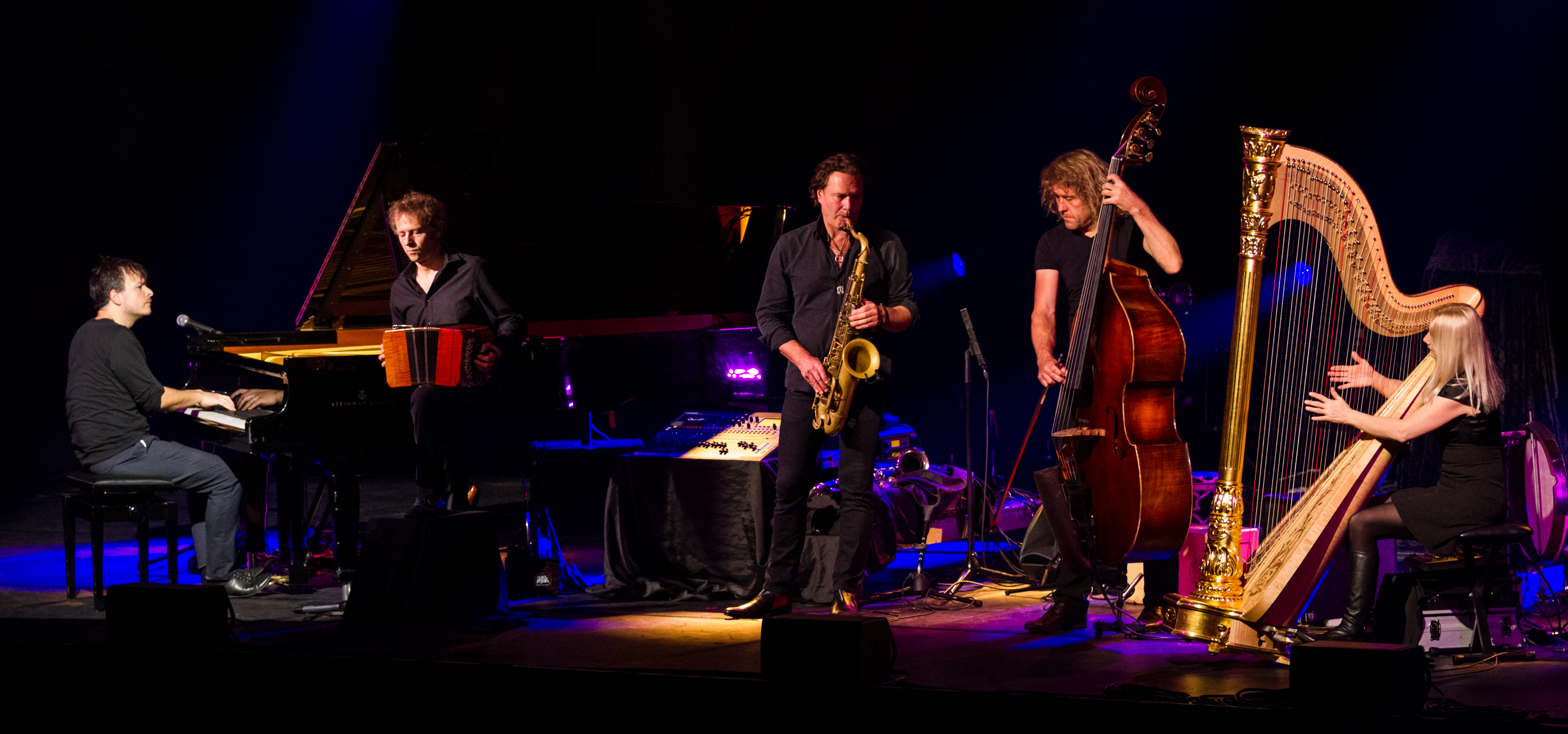
Quadro Nuevo vivir en "Leverkusener Jazztage" 2015

## Formación
- Mulo Francel (saxo, clarinete, mandolina, vibráfono y más)
- Robert Wolf (guitarra y más; 1996 - 2008)
- Andreas Hinterseher (acordeón, piano y más; desde 2002)
- D.D. Lowka (contrabajo, percusión y más)
- Evelyn Huber (arpa; desde 2008)

## Discografía
- Luna Rossa (1998)
- Buongiorno Tristezza (1999)
- CinéPassion (2000)
- Canzone della Strada (2002)
- Mocca Flor (2004)
- Tango Bitter Sweet (2006)
- Quadro Nuevo LIVE en directo durante el festival alemán "Jazzwoche Burghausen"
- Antakya (2008)
- Grand Voyage (2010)
- Schöne Kinderlieder (2011)
- Quadro Nuevo "In Concert" (2011)
- End of the Rainbow (2013)
- Bethlehem (2013)
- Tango (2015)
- Flying Carpet (2017)

## Reconocimientos
- 13 premios Jazz Alemán
- 5 premios Impala Europea (plata)
- # 1 en la lista de éxitos de la música del mundo (álbum "Mocca Flor")
- # 1 en la lista de éxitos de la música del mundo (álbum "Tango Bitter Sweet")
- # 3 en la lista alemana de éxitos del jazz (álbum "Mocca Flor")
- # 2 en la lista alemana de éxitos del jazz (álbum "Tango Bitter Sweet")
- Entrada en la Top 100 de la lista alemana de éxitos (álbum "Mocca Flor")
- Entrada en número 47 de la Top 100 de la lista alemana de éxitos (álbum "Tango Bitter Sweet")